# بوئی
بوئی (به فرانسوی: Bouhey) یک کمون در فرانسه با جمعیت ۴۰ نفر است که در Canton of Pouilly-en-Auxois واقع شده‌است.